# Цогто-тайджи
Цогто-тайджи (монг. Цогт тайж — титул; личное имя Тумэнхэн; ок. 1581 — 1637, существуют иные датировки его жизни) — монгольский военный деятель, феодальный властитель, князь, поэт, потомок Даян-хана. Его владения первоначально располагались в центральной части Халхи. На берегу реки Туул, к западу от нынешнего Улан-Батора, до сих пор сохраняются руины построенного им дворца.

## Биография
Значение титула «Цогто-тайджи» можно трактовать как «блистательный князь». Немногие биографические сведения о нём содержатся в монгольских и тибетских исторических хрониках, в которых его деятельность часто освещается негативно, поскольку силы, которым он противостоял, победили и навязали свое видение исторического процесса и роли Цогто-тайджи. Известно, что он выступал союзником предпоследнего хана Северной Юань Лигдэна в борьбе против маньчжурской экспансии и за объединение монгольских земель.

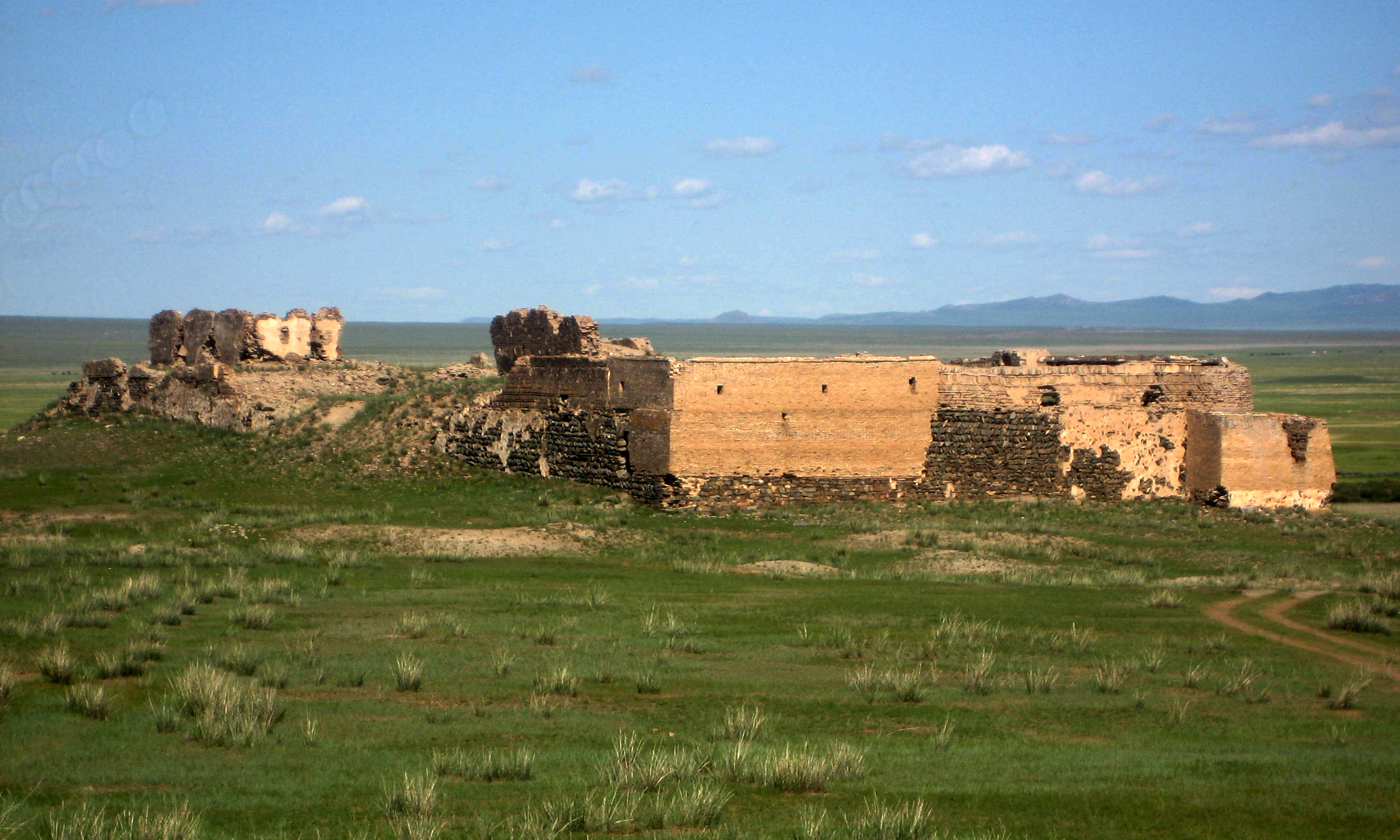
Руины дворца Цогто-тайджи

Его коренные владения находились в нижнем течении реки Туул. На территории современного сомона Дашинчилэн Булганского аймака находятся руины его дворца (Цагаан байшин). В 1617—1628 годах неоднократно участвовал в сражениях с ойратскими князьями. После поражения в междоусобицах был вынужден в 1630 году покинуть со своими туменами центральную часть Халхи и занять область озера Кукунор, где к 1634 году, силой подчинив местное монгольское и тибетское население, вступил в альянс с рядом светских и религиозных правителей тибетских областей, боровшихся против централизации власти Далай-ламой V. Эта борьба приобрела характер религиозной войны, поскольку Далай-лама стоял во главе буддийской «жёлтошапочной» школы гелуг, тогда как сам Цогто-тайджи и его сторонники были приверженцами «красношапочных» сект, преимущественно карма-кагью. Организовал неуспешную военную экспедицию в Лхасу под командованием своего сына Арсалана, которая закончилась разгромом монголов и гибелью сына. Ц.-т. погиб в сражении у озера Кукунор с войсками ойратского хошутского правителя Гуши-хана, призванного на защиту Далай-ламы.
Известен как поэт, около озера Тухум-Нор на скалах были обнаружены две высеченных надписи с произведениями лирического и религиозного содержания. Одна из них представляет собой лирические стихи, которые он написал сам, а вторая — его молитиву к богам, датированную (что также указано в надписи) 1624 годом.
Считается, что родоначальник бурятских цонголов Окин-тайши является внуком Цогто-тайджи. Проживающие в Центральном Тибете у озера Тенгри-Нур монголы считают себя потомками воинов рассеянного врагами тумена Арслана, сына Цогту-тайджи.

## В искусстве
- Цогто-тайджи — центральный персонаж первого монгольского художественного фильма «Степные витязи» (1945), где он предстает патриотом, борцом с маньчжурской агрессией, союзником которой являлась гелугпа. Автором сценария выступил Бямбын Ринчен, выходец из бурятских цонголов, потомок Цогто-тайджи по материнской линии.